# 힙 플라스크

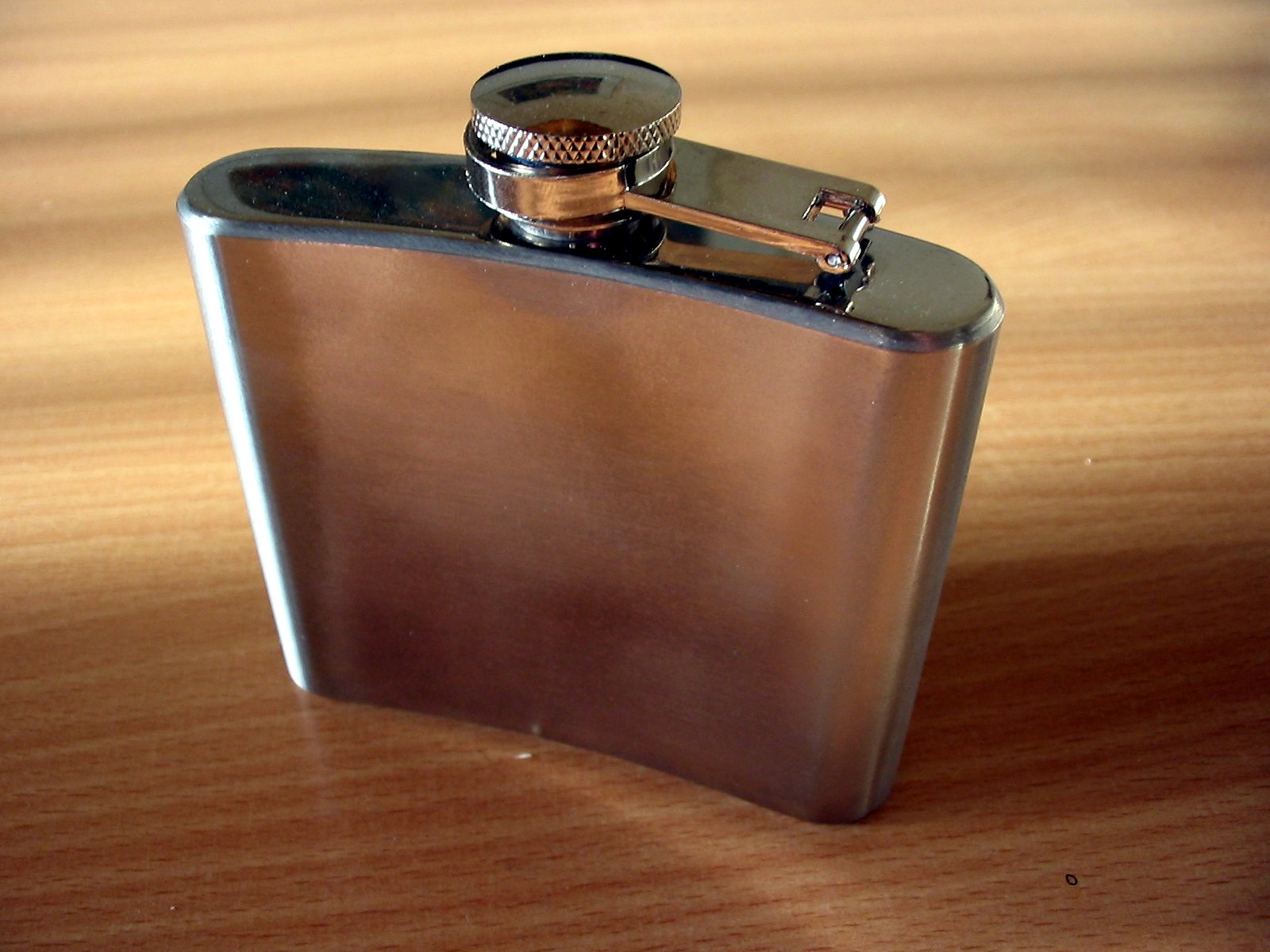
힙 플라스크

힙 플라스크(hip flask)는 증류주를 담을 수 있고 금속으로 만든 휴대용 술병이다. 힙 플라스크의 크기는 바지 주머니에 넣을 수 있다.

## 설명
힙 플라스크는 전통적으로 백랍, 은 또는 심지어 유리로 만들어졌지만 대부분의 현대 플라스크는 스테인레스 스틸로 만들어졌다. 일부 최신 플라스크는 금속 탐지기에 의한 탐지를 피하기 위해 플라스틱으로 만들어졌다.
힙 플라스크는 모양이 다양할 수 있지만 일반적으로 키드니 플라스크(kidney flask)라고도 알려진 디자인에서 편안함과 신중함을 위해 착용자의 엉덩이 또는 허벅지 곡선과 일치하도록 윤곽이 그려져 있다. 일부 플라스크에는 플라스크를 꺼낼 때 분실되는 것을 방지하기 위해 플라스크에 상단을 부착하는 작은 팔부분인 "캡티브 톱"이 있다.
힙 플라스크는 가장 일반적으로 비어 있는 상태로 구입한 후 소유자가 채운다. 그러나 "플라스크"라는 용어는 상업 시장에서 가장 작은 병 크기의 알코올에도 적용된다. 일부 플라스크에는 쉽게 공유할 수 있도록 작은 컵이 함께 제공되지만 일반적으로 액체는 플라스크에서 직접 소비된다.